# Otto Reyers
Otto Reyers (?, 1739 - Arnhem, 3 mei 1827) was meestermetselaar en directeur van de stadswerken van Arnhem.
In 1774 trouwde hij met Maria Camp. Hij was de vader van de Haagse stadsarchitect Zeger Reyers (1789 - 1857). In 1810 werd hij met de toenmalige Arnhemse stadsarchitect Roelof Roelofs Viervant belast met een onderzoek naar een aannemersgeschil bij de in opdracht van Lodewijk Napoleon begonnen bouw van twee kerkjes op het voorterrein van Paleis Het Loo in Apeldoorn.